# Manuela Rejas García
Manuela Rejas García, conocida como Maga Violeta (Moralzarzal, 14 de diciembre de 1924-Veguellina de Órbigo, 6 de marzo de 2010) fue una maga, artista de circo, payasa y escritora española, conocida por ser la primera mujer en obtener el carné de ilusionista en España.

## Trayectoria
Rejas se inició en la magia con cinco años. En 1940, a los dieciséis años, mientras veía la actuación de un mago callejero en El Rastro de Madrid que era detenido por la Falange, éste le dejó su maletín con herramientas para hacer magia en custodia, pero nunca se volvieron a encontrar. Se desarrolló como maga y obtuvo su carné profesional de ilusionista mucho antes de la mayoría de edad, convirtiéndose en la primera mujer en obtenerlo en España.
El primer circo donde trabajó fue el Circo Romero, donde empezó como limpiadora y asistente y acabó actuando junto a su marido en números de magia, mentalismo, telepatía, payasa y circo. Después actuó en circos como Circo Price, Corzana, Circo Chino, Circo Imperial, Circo Pompeya hasta su retirada en 1968. En 1980, se instaló junto a su marido, con quien tuvo cinco hijos, en Veguellina de Órbigo. A pesar de su retirada de las pistas de circo, continuó realizando actuaciones de magia puntuales en lugares como residencias de mayores, hasta cumplidos los 80.
En la década de los 2000, desarrolló su faceta de escritora. Publicó las obras: Historias infantiles (2001), Cuentos reunidos (2002), Quince historias en carne viva (2006), y La gran mentira (2006). Rejas también participó en encuentros de escritoras y poetas tales como: Poesía a Orillas del Órbigo.
Tras padecer un cáncer y varios problemas de salud, falleció el 6 de marzo de 2010 en Veguellina de Órbigo y sus cenizas fueron esparcidas sobre el río Órbigo el 8 de marzo de ese mismo año.

## Premios y reconocimientos
En 2008, se estrenó el cortometraje documental Violeta y el baúl americano, de las directoras Luna Baldallo y Rocío González, en el Festival de Cine Iberoamericano de Huelva, centrado en la figura de Rejas. Ese mismo año, recibió el premio Dama Mágica de Honor que se otorga en el Festival Internacional Dames Màgiques de Tarrasa, evento en el que también, en 2010, se le ofreció un homenaje que incluyó la proyección de dicho documental. La Sociedad Recreativa y Cultural la Alegría de la Sierra (SORCAS) le rindió, en 2014, un homenaje póstumo por su aportación a una sociedad más justa e igualitaria. En 2016, el autor leonés Fulgencio Fernández, incluyó su semblanza en el libro Leonesas y Pioneras, editado por el periódico La nueva crónica y que obtuvo el Premio Libro Leonés de ese mismo año. En 2018, la maga Martilda realizó un homenaje a Rejas de magia teatralizada denominado Siglo XX: vuelve la maga Violeta, dentro de la programación del Festival de Teatro Vecinal Morazarzal conquista su historia.
Como escritora, recibió distintos premios de relato. Ganó tres veces el premio del programa de radio Protagonistas de Luis del Olmo. En 2008, ganó el premio de relato de la Asociación Leonesa con las Enfermedades de la Sangre (ALCLES).